# Espoonlahti (métro d'Helsinki)
Espoonlahti (en finnois : Espoonlahti et en suédois : Esboviken) est une station de métro, passage du prolongement ouest de l'unique ligne d'infrastructure du métro d'Helsinki. Elle est située au sud-ouest du quartier de Espoonlahti dans le district de Suur-Espoonlahti de la municipalité d'Espoo, à l'ouest d'Helsinki, en Finlande.
Sa mise en service a lieu le 3 décembre 2022, à l'ouverture de la deuxième phase du projet Länsimetro.

## Situation sur le réseau

Plan du métro.

Établie en souterrain, Espoonlahti est une station de passage de la ligne du métro d'Helsinki, entre les stations Kivenlahti, terminus ouest, et Soukka.

## Histoire
Le chantier de construction débute en 2015. Sa construction est réalisée en parallèle avec celle d'un centre commercial, lors de l'ouverture à l'exploitation de l'ensemble du prolongement depuis le terminus Matinkylä, en fonction depuis 2017.

Chantier de construction
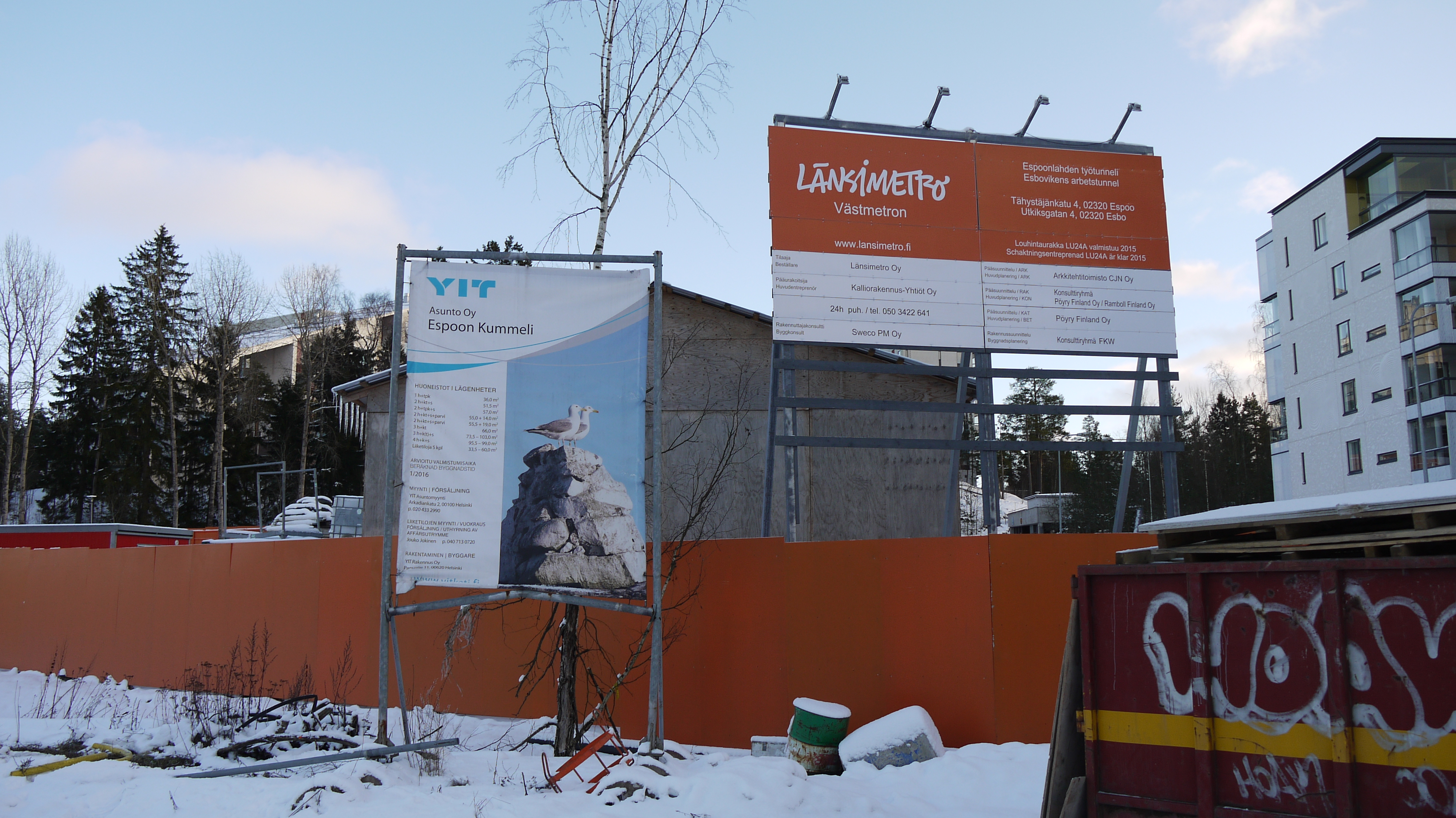
Février 2016
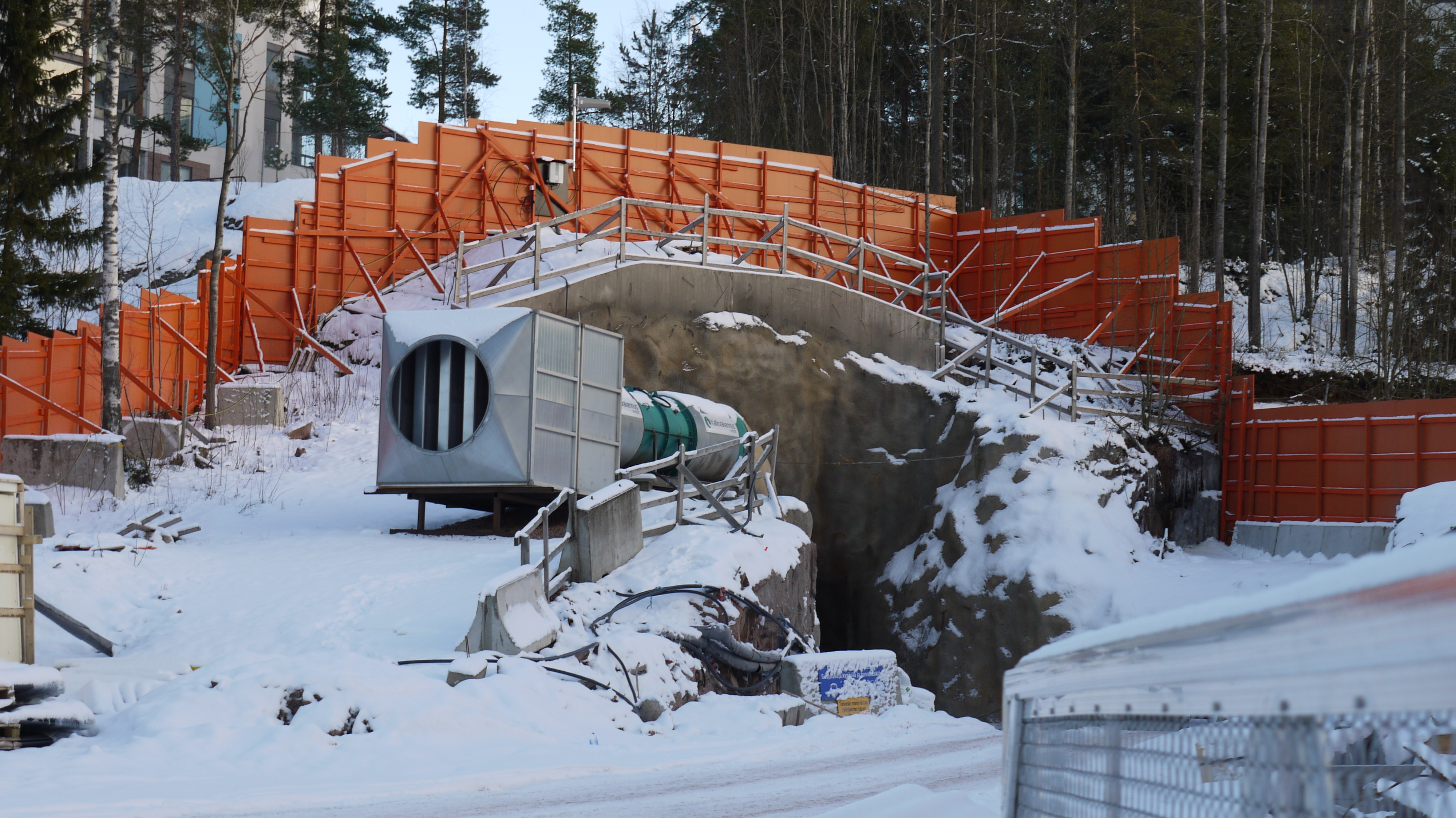
Février 2016.
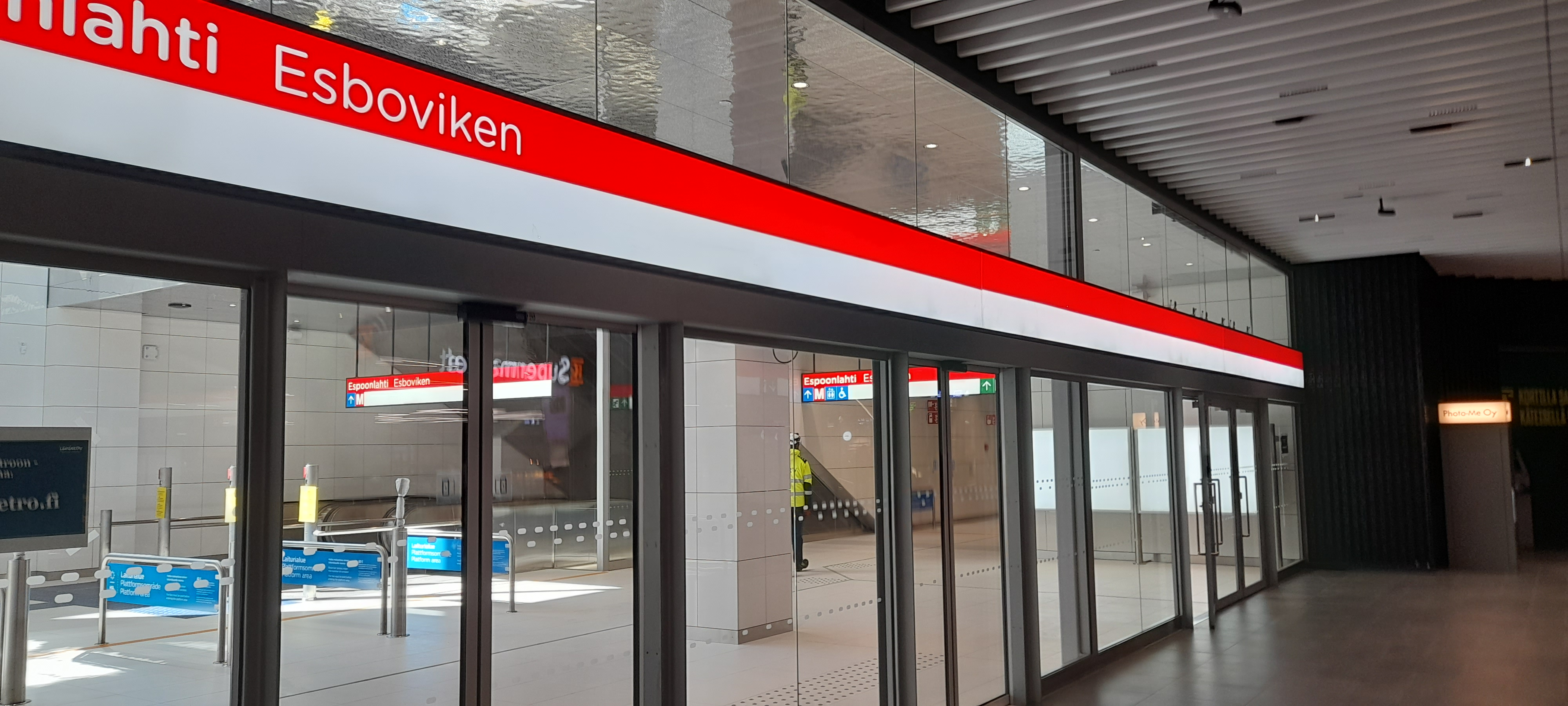
Avril 2022.